# Listă cu străzile din Timișoara existente înainte de 1920
Lista cuprinde străzile din Timișoara existente înainte de 1920, cu numele din perioada Austro-Ungariei și numele lor din 2020.

## Descriere

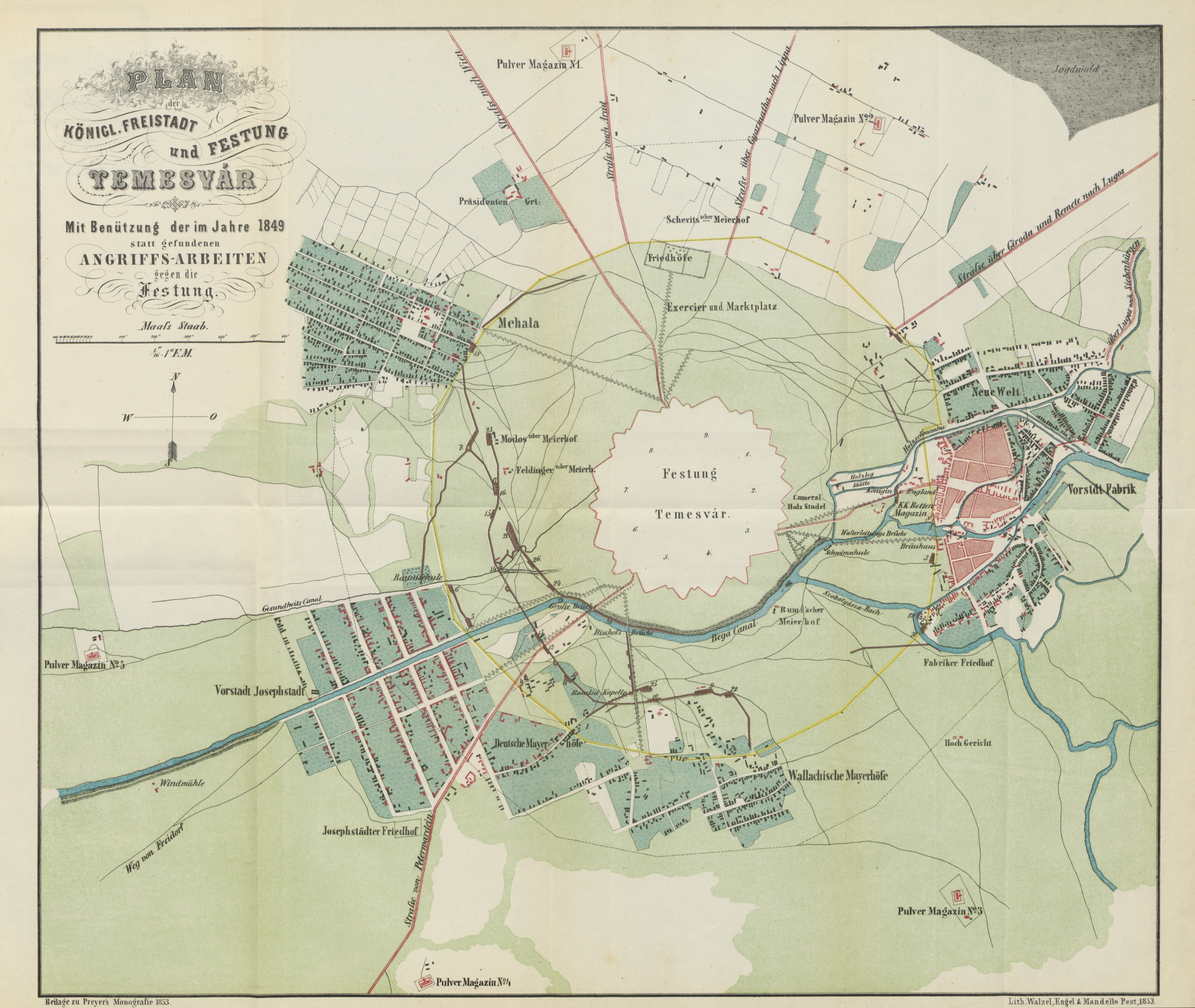
Limitele esplanadei înainte de 1868

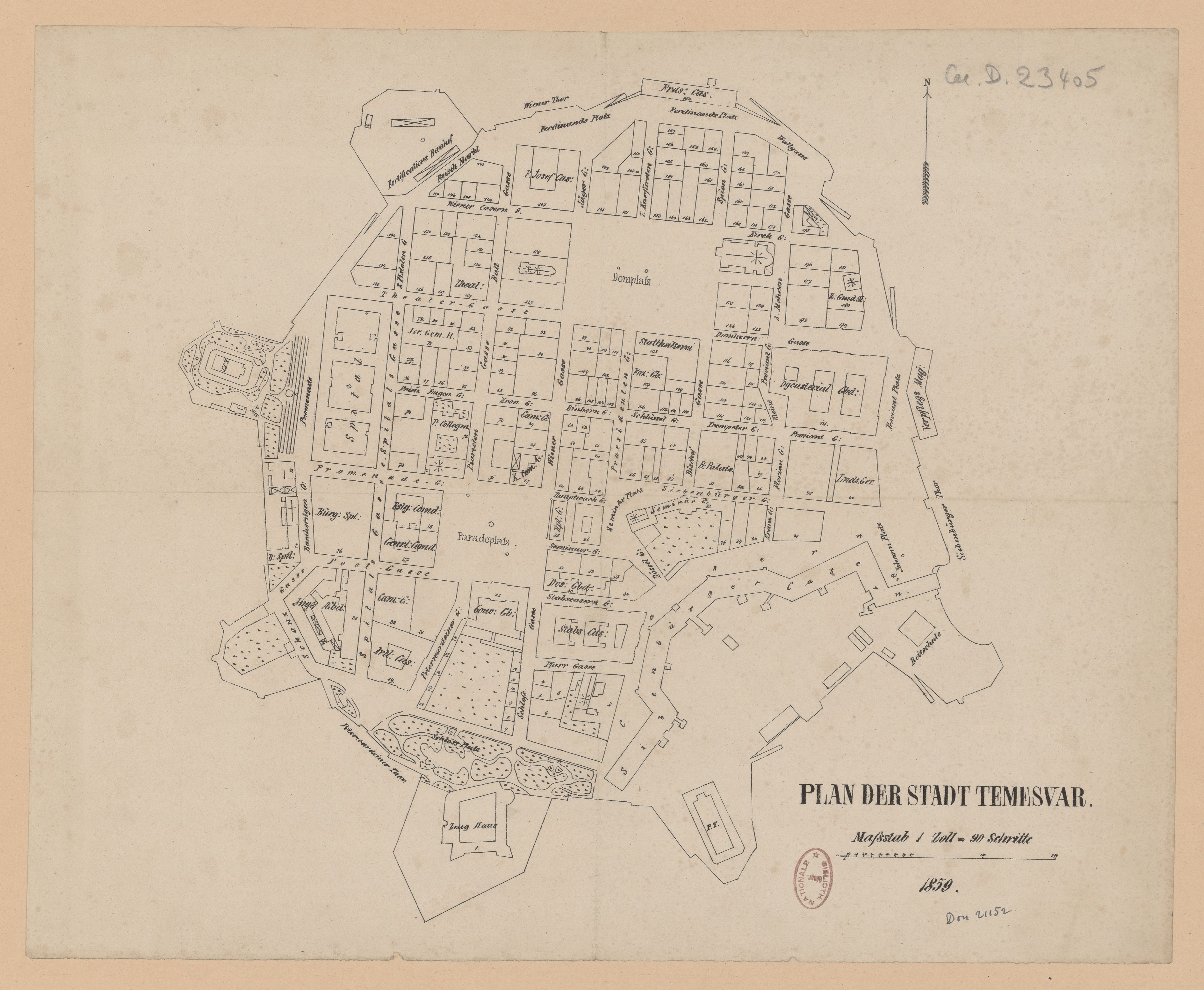
Planul Timișoarei la 1859

După cucerirea în 1716 de către habsburgi a cetății Timișoara, aceasta a fost reconstruită conform normelor austriece. În jurul cetății exista esplanada, care era o zonă non aedificandi, în care nu existau nici clădiri, nici străzi. Până în 1868 această zonă se întindea până la 500 de stânjeni (948 m) de zidurile cetății, iar între 1868–1892 până la 300 de stânjeni (569 m). Situația a persistat până în 1892, când orașul a fost defortificat, iar zona non aedificandi a fost desființată.
După 1716 s-au trasat tramele stradale în zona intra muros, iar în 1744 tramele stradale ale suburbiilor Fabric, Maierele Noi (actual Iosefin) și Mihalla (actual Mehala), la limita esplanadei. Inițial adresele erau definite prin numerotarea loturilor. Ulterior au primit și străzile nume.
În 1778 administrația civilă a Timișoarei a devenit maghiară, astfel că denumirile străzilor, atât a celor deja existente, cât și a celor înființate după, erau în limba maghiară. După 1898 zidurile cetății au fost demolate și în zonele astfel eliberate s-au trasat străzi noi. În timpul Primului Război Mondial dezvoltarea orașului a stagnat, situația în 1920 fiind practic cea din 1911, prezentată în harta întocmită în februarie 1911 de inginerul șef al orașului Emil Szilárd și de inginerul József Bríger, hartă aprobată de Mininisterul Regal Maghiar de Interne la 10 septembrie 1913. Această situație este obiectul listei de față, al cărei scop este localizarea faptelor istorice în bibliografia maghiară din timpul Austro-Ungariei.
În 1919 Timișoara a revenit României, iar în timp administrația română a schimbat denumirile străzilor. Schimbările din administrația română se găsesc în nomenclatoare, de exemplu cel din 2013, care conține denumirile în anii 1936, 1946, 1956, înainde de 1989 („denumire veche”) și denumirile actuale. Acestea nu fac obiectul articolului de față. Actualul nume românesc al străzior este cel din actualizările nomenclatorului de mai sus până în 2020.

## Lista străzilor
Legendă
- stradă = în maghiară utca (u.) = în germană Strasse (Str.), nu au mai fost marcate explicit în listă;
- splai (sp.) = în maghiară sor (în română rând, expresie folosită în denumirile maghiare nu doar pentru „splai”);
- cale = în maghiară út;
- bulevard (bd.) = în maghiară körút;
- piață (p-ța) = în maghiară tér = în germană Platz;
- parc = în maghiară liget;
- – = stradă situată pe esplanadă, inexistentă în perioada 1716–1868;
- [G.] = Gasse, (în germană alee, folosită pentru străzi în toponimia austriacă).

| Actual | În perioada maghiară                                                                               | În perioada austriacă                                                                         | Poziție |
| --- | -------------------------------------------------------------------------------------------------- | --------------------------------------------------------------------------------------------- | --- |
| Adamachi, Vasile p-ța | Király tér                                                                                         |                                                                                               | 45°44′24″N 21°13′55″E / 45.7399°N 21.2320°E |
| Ady Endre | Török                                                                                              | –                                                                                             | 45°44′52″N 21°12′56″E / 45.7477°N 21.2155°E |
| Alba Iulia | Rezső, Rudolf [G.]                                                                                 | Peterwardeiner [G.]                                                                           | 45°45′17″N 21°13′36″E / 45.7546°N 21.2266°E |
| Albinelor | Hain László                                                                                        |                                                                                               | 45°46′26″N 21°14′58″E / 45.7740°N 21.2495°E |
| Alexandrescu, Grigore | Szent László                                                                                       |                                                                                               | 45°45′35″N 21°11′44″E / 45.7596°N 21.1956°E |
| Alecsandri, Vasile | Bécsi, Hunyadi                                                                                     | Wiener [G.]                                                                                   | 45°45′23″N 21°13′40″E / 45.7565°N 21.2279°E |
| Aman, Theodor | Pöltenberg                                                                                         |                                                                                               | 45°45′27″N 21°11′07″E / 45.7574°N 21.1854°E |
| Amurgului | Sírkert                                                                                            | –                                                                                             | 45°46′12″N 21°13′35″E / 45.7701°N 21.2264°E |
| Aradului, calea | Aradi út                                                                                           | –                                                                                             | 45°46′01″N 21°13′30″E / 45.7669°N 21.2249°E |
| Arcului | Ív                                                                                                 |                                                                                               | 45°45′36″N 21°15′18″E / 45.7600°N 21.2549°E |
| Ardealului | Szabadfalui út                                                                                     |                                                                                               | 45°44′16″N 21°11′26″E / 45.7377°N 21.1905°E |
| Asachi, Gheorghe | Burkus                                                                                             |                                                                                               | 45°45′06″N 21°15′13″E / 45.7518°N 21.2537°E |
| August 3, 1919 | Andrássy út                                                                                        | –                                                                                             | 45°45′25″N 21°14′45″E / 45.7570°N 21.2457°E |
| Baba Dochia | Bega bal sor                                                                                       | Linkebegazeile                                                                                | 45°45′22″N 21°15′17″E / 45.7561°N 21.2548°E |
| Bacovia, George | Kiszsák                                                                                            |                                                                                               | 45°45′48″N 21°15′34″E / 45.7632°N 21.2595°E |
| Babeș, Victor, dr. bd. | Kisfaludy tér Hungária út                                                                          | –                                                                                             | 45°44′41″N 21°13′35″E / 45.7446°N 21.2264°E 45°44′41″N 21°13′57″E / 45.7448°N 21.2325°E |
| Badea Cârțan p-ța | Széna tér                                                                                          |                                                                                               | 45°45′41″N 21°14′55″E / 45.7614°N 21.2485°E |
| Balta Verde | Fiume sor                                                                                          |                                                                                               | 45°45′35″N 21°12′23″E / 45.7597°N 21.2065°E |
| Banul Severinului | Leiningen                                                                                          |                                                                                               | 45°45′17″N 21°11′05″E / 45.7547°N 21.1848°E |
| Barac, Ioan (la est de bd. Dâmbovița) Barac, Ioan (la vest de bd. Dâmbovița)                                                                         | Vám Szabadfalui út                                                                                 |                                                                                               | 45°44′25″N 21°11′48″E / 45.7403°N 21.1966°E 45°44′23″N 21°11′40″E / 45.7396°N 21.1945°E |
| Barițiu, Gheorghe | Zöldpázsit                                                                                         |                                                                                               | 45°44′50″N 21°12′03″E / 45.7471°N 21.2009°E |
| Basarab, Matei | Bücher                                                                                             |                                                                                               | 45°46′07″N 21°12′53″E / 45.7686°N 21.2147°E |
| Basarabia | Harang                                                                                             |                                                                                               | 45°46′06″N 21°12′11″E / 45.7683°N 21.2031°E |
| Brezeanu, Iancu | Pavlovits                                                                                          |                                                                                               | 45°45′39″N 21°12′28″E / 45.7609°N 21.2078°E |
| Bogdăneștilor | Rezső sor                                                                                          |                                                                                               | 45°45′31″N 21°12′21″E / 45.7585°N 21.2058°E |
| Bucovinei | Regéczy                                                                                            |                                                                                               | 45°46′04″N 21°12′34″E / 45.7678°N 21.2094°E |
| Bălcescu, Nicolae p-ța | Telekház tér                                                                                       |                                                                                               | 45°44′30″N 21°13′33″E / 45.7417°N 21.2257°E |
| Băran, Coriolan | Teleki                                                                                             |                                                                                               | 45°44′36″N 21°13′20″E / 45.7433°N 21.2221°E |
| Bărnuțiu, Simion (+ Ionescu, Take bd.) | Magyar                                                                                             |                                                                                               | 45°45′49″N 21°15′13″E / 45.7637°N 21.2537°E |
| Behelei | Behela sor                                                                                         |                                                                                               | 45°45′49″N 21°15′28″E / 45.7635°N 21.2579°E |
| Pe locul actualului complex „Bega” | Balázs tér                                                                                         | Johann Platz                                                                                  | 45°45′20″N 21°13′50″E / 45.7556°N 21.2306°E |
| Berthelot, Henri General | Csáky                                                                                              | –                                                                                             | 45°44′53″N 21°13′12″E / 45.7480°N 21.2200°E |
| Bisericii p-ța | Templom tér                                                                                        |                                                                                               | 45°44′33″N 21°13′47″E / 45.7425°N 21.2297°E |
| Blaga, Lucian | Erőd                                                                                               | Schloss [G.]                                                                                  | 45°45′17″N 21°13′40″E / 45.7546°N 21.2277°E |
| Bocu, Sever calea | Lippai út                                                                                          | –                                                                                             | 45°46′17″N 21°13′52″E / 45.7714°N 21.2311°E |
| Bogdăneștilor, calea | Rezső sor                                                                                          |                                                                                               | 45°45′31″N 21°12′14″E / 45.7586°N 21.2040°E |
| Bolintineanu, Dimitrie | Gorové                                                                                             |                                                                                               | 45°44′54″N 21°12′23″E / 45.7483°N 21.2063°E |
| Bolliac, Cezar | Kiskereszt                                                                                         |                                                                                               | 45°45′23″N 21°15′39″E / 45.7565°N 21.2608°E |
| Bolyai, János | Mária Terézia, Maria Theresia [G.]                                                                 | Pfarr [G.]                                                                                    | 45°45′16″N 21°13′42″E / 45.7544°N 21.2282°E |
| Bontilă, Ioan dr. | Úri                                                                                                |                                                                                               | 45°45′26″N 21°15′33″E / 45.7572°N 21.2591°E |
| Borza, Alexandru acad. | Rózsakert sor                                                                                      | –                                                                                             | 45°45′01″N 21°13′52″E / 45.7504°N 21.2311°E |
| Brătianu, Ionel I.C. p-ța | Nádor tér                                                                                          | –                                                                                             | 45°45′29″N 21°13′22″E / 45.7580°N 21.2228°E |
| Brâncoveanu, Constantin | Helvét                                                                                             |                                                                                               | 45°44′24″N 21°12′54″E / 45.7401°N 21.2149°E |
| Brediceanu, Coriolan | Széchenyi                                                                                          | Promenade [G.]                                                                                | 45°45′23″N 21°13′18″E / 45.7564°N 21.2216°E |
| Budai Deleanu, Ion | Szilágyi                                                                                           |                                                                                               | 45°44′19″N 21°12′20″E / 45.7385°N 21.2055°E |
| Cantemir, Dimitrie | Károly, Karl [G.]                                                                                  | Stabskasern [G.]                                                                              | 45°45′18″N 21°13′43″E / 45.7550°N 21.2285°E |
| Carada, Eugeniu For p-ța | Forum tér                                                                                          | –                                                                                             | 45°45′20″N 21°14′02″E / 45.7556°N 21.2339°E |
| Caraș | Dob                                                                                                |                                                                                               | 45°44′53″N 21°14′29″E / 45.7480°N 21.2415°E |
| Caruso, Enrico (+ Praporgescu, General) | Báthory                                                                                            |                                                                                               | 45°45′19″N 21°13′44″E / 45.7554°N 21.2290°E |
| Caragiale, Ion Luca | Jókai Mór                                                                                          |                                                                                               | 45°45′23″N 21°14′48″E / 45.7564°N 21.2466°E |
| Căprioarei (+ Câmpului) | Legelő sor                                                                                         |                                                                                               | 45°45′10″N 21°15′39″E / 45.7529°N 21.2609°E |
| Câmpului (+ Căprioarei) | Legelő sor                                                                                         |                                                                                               | 45°45′14″N 21°15′49″E / 45.7538°N 21.2635°E |
| Cândea, Aurel | Kölcsey                                                                                            | –                                                                                             | 45°44′36″N 21°13′51″E / 45.7434°N 21.2307°E |
| Vasile | Nagykereszt                                                                                        |                                                                                               | 45°45′18″N 21°15′42″E / 45.7549°N 21.2617°E |
| Central „Anton Scudier” parc | Scudier liget                                                                                      | –                                                                                             | 45°45′04″N 21°13′16″E / 45.7511°N 21.2211°E |
| Cermena, Petru | Építőudvar                                                                                         |                                                                                               | 45°45′02″N 21°15′18″E / 45.7506°N 21.2551°E |
| Cernăianu Martir | Nagy György                                                                                        |                                                                                               | 45°45′58″N 21°12′37″E / 45.7662°N 21.2104°E |
| Cetății bd. | Vár sor                                                                                            |                                                                                               | 45°45′51″N 21°12′41″E / 45.7643°N 21.2115°E |
| Chinezu, Paul | Kinizsi                                                                                            | Drei Mohren [G.]                                                                              | 45°45′29″N 21°13′51″E / 45.7580°N 21.2308°E |
| Chopin, Frédéric | Kőfaragó sor                                                                                       |                                                                                               | 45°45′32″N 21°15′38″E / 45.7590°N 21.2605°E |
| Ciocârliei | Prepeliczay                                                                                        |                                                                                               | 45°45′29″N 21°11′16″E / 45.7580°N 21.1879°E |
| Cipariu, Timotei | Batthyányi                                                                                         |                                                                                               | 45°44′51″N 21°13′08″E / 45.7474°N 21.2188°E |
| Cireșului | Hertelendy                                                                                         |                                                                                               | 45°45′09″N 21°11′12″E / 45.7525°N 21.1866°E |
| Cirneanski, Miloș | Búza                                                                                               |                                                                                               | 45°46′14″N 21°11′59″E / 45.7705°N 21.1998°E |
| Cloșca | Déschán                                                                                            |                                                                                               | 45°45′53″N 21°12′14″E / 45.7648°N 21.2040°E |
| Comănești | Templom                                                                                            |                                                                                               | 45°45′15″N 21°15′03″E / 45.7542°N 21.2509°E |
| Corbului | Vörösmarthy                                                                                        |                                                                                               | 45°44′27″N 21°13′09″E / 45.7407°N 21.2191°E |
| Coresi, Diaconul | Temető                                                                                             |                                                                                               | 45°44′17″N 21°13′56″E / 45.7381°N 21.2321°E |
| Cosminului | Tavasz                                                                                             |                                                                                               | 45°44′16″N 21°13′59″E / 45.7377°N 21.2331°E |
| Costin, Miron | Horváth Boldizsár                                                                                  |                                                                                               | 45°44′56″N 21°13′03″E / 45.7488°N 21.2176°E |
| Coșbuc, George | Petőfi                                                                                             | Kirch [G.]                                                                                    | 45°45′30″N 21°13′50″E / 45.7583°N 21.2306°E |
| Cozia | Rezső                                                                                              |                                                                                               | 45°44′21″N 21°13′54″E / 45.7392°N 21.2316°E |
| Creangă, Ion | Diófalevél (+ Potyka), Nusseblätter [G.]                                                           |                                                                                               | 45°45′36″N 21°15′13″E / 45.7600°N 21.2537°E |
| Crișan | Meskó                                                                                              |                                                                                               | 45°45′57″N 21°12′16″E / 45.7657°N 21.2045°E |
| Crizantemelor | Rózsa                                                                                              |                                                                                               | 45°44′29″N 21°12′06″E / 45.7413°N 21.2017°E |
| Crucii p-ța | Kereszt tér                                                                                        |                                                                                               | 45°44′31″N 21°13′53″E / 45.7420°N 21.2314°E |
| Dacilor | Fő                                                                                                 | Haupt [G.]                                                                                    | 45°45′31″N 21°14′58″E / 45.7585°N 21.2495°E |
| Damșescu, Căpitan | Mező + Mező sor                                                                                    |                                                                                               | 45°44′26″N 21°11′58″E / 45.7406°N 21.1994°E |
| Dan, Căpitan | Hollóssy                                                                                           |                                                                                               | 45°45′15″N 21°12′12″E / 45.7542°N 21.2034°E |
| Decembrie, 1 | Mühle Vilmos (de la p-ța Bălcescu la p-ța Crucii) Alkotmány (de la p-ța Crucii la calea Vidrighin) |                                                                                               | 45°44′27″N 21°13′45″E / 45.7408°N 21.2292°E 45°44′35″N 21°14′07″E / 45.7431°N 21.2352°E |
| Decembrie 20, 1989 | Telbisz Károly                                                                                     | –                                                                                             | 45°45′04″N 21°13′38″E / 45.7511°N 21.2271°E |
| Delamarina, Victor Vlad | Deák Ferenc                                                                                        | Post [G.]                                                                                     | 45°45′19″N 21°13′34″E / 45.7553°N 21.2260°E |
| Delavrancea, Barbu Ștefănescu | Galamb                                                                                             |                                                                                               | 45°45′30″N 21°15′19″E / 45.7584°N 21.2553°E |
| Dima, Gheorghe (+ Sfântul Ioan) | Szent János, Sankt Johannes                                                                        | Johann [G.]                                                                                   | 45°45′27″N 21°13′29″E / 45.7574°N 21.2248°E |
| Divizia 9 Cavalerie | Babusnik út                                                                                        |                                                                                               | 45°46′05″N 21°14′12″E / 45.7681°N 21.2366°E |
| Doboșan, Moise | Kálmán                                                                                             |                                                                                               | 45°45′40″N 21°11′51″E / 45.7611°N 21.1975°E |
| Doda, Traian General | Prajkoi, Prajkoer [G.], Krumme [G.]                                                                | Keine Proviant [G.]                                                                           | 45°45′25″N 21°13′50″E / 45.7570°N 21.2306°E |
| Doja, Gheorghe | Dózsa                                                                                              | –                                                                                             | 45°44′43″N 21°13′17″E / 45.7452°N 21.2215°E |
| Donici, Alexandru | Knezich                                                                                            |                                                                                               | 45°45′32″N 21°10′59″E / 45.7589°N 21.1830°E |
| Dorobanților calea | Rékási út                                                                                          |                                                                                               | 45°46′00″N 21°15′45″E / 45.7668°N 21.2626°E |
| Dragalina, Ioan General | Úri (pe partea dreaptă a Canalului Bega) Bonnáz (pe partea stângă a Canalului Bega)                |                                                                                               | 45°44′55″N 21°12′32″E / 45.7487°N 21.2088°E 45°44′44″N 21°12′39″E / 45.7456°N 21.2109°E |
| Dragomir, George Prot. | Templom                                                                                            |                                                                                               | 45°44′32″N 21°13′42″E / 45.7422°N 21.2283°E |
| Dragoș Vodă | Bogma                                                                                              |                                                                                               | 45°45′49″N 21°11′54″E / 45.7636°N 21.1982°E |
| Drăghici, Meleție Prot. splai | Gyapjúipar sor                                                                                     |                                                                                               | 45°45′35″N 21°14′42″E / 45.7597°N 21.2451°E |
| Drubeta | Újlaki                                                                                             |                                                                                               | 45°44′12″N 21°13′33″E / 45.7367°N 21.2259°E |
| Dunărea | Vasút sor                                                                                          |                                                                                               | 45°45′08″N 21°11′51″E / 45.7521°N 21.1976°E |
| Evlia Celebi | Mikszáth                                                                                           | –                                                                                             | 45°44′36″N 21°13′44″E / 45.7432°N 21.2290°E |
| Eminescu, Mihai bd. | Kiskörút                                                                                           | –                                                                                             | 45°45′07″N 21°13′51″E / 45.7519°N 21.2307°E |
| Eroilor de la Tisa bd. | Muzslay + Hungária út                                                                              |                                                                                               | 45°44′52″N 21°14′37″E / 45.7479°N 21.2435°E |
| Feldioara | Kazinczy                                                                                           |                                                                                               | 45°44′20″N 21°13′44″E / 45.7389°N 21.2288°E |
| Flondor, Iancu | Béla                                                                                               |                                                                                               | 45°46′04″N 21°12′47″E / 45.7678°N 21.2130°E |
| Frații Buzești | Bíbor                                                                                              |                                                                                               | 45°45′22″N 21°12′29″E / 45.7561°N 21.2081°E |
| Gării | Pályaudvar út                                                                                      | –                                                                                             | 45°45′03″N 21°12′38″E / 45.7509°N 21.2105°E |
| Gelu | Pacsirta                                                                                           |                                                                                               | 45°44′48″N 21°11′52″E / 45.7467°N 21.1979°E |
| Ghica, Ion | Arany János                                                                                        | –                                                                                             | 45°44′48″N 21°12′46″E / 45.7467°N 21.2129°E |
| Ghioceilor | Ráday                                                                                              |                                                                                               | 45°45′16″N 21°12′25″E / 45.7545°N 21.2070°E |
| Gojdu, Emanoil | Ormos                                                                                              | –                                                                                             | 45°44′50″N 21°12′51″E / 45.7472°N 21.2143°E |
| Ghirodei aleea | Giródai út                                                                                         |                                                                                               | 45°45′50″N 21°15′55″E / 45.7639°N 21.2652°E |
| Gloriei | Alsóárok                                                                                           |                                                                                               | 45°45′04″N 21°14′54″E / 45.7512°N 21.2482°E |
| Gorunului alee | Lipot                                                                                              |                                                                                               | 45°44′17″N 21°12′19″E / 45.7380°N 21.2053°E |
| Grigorescu, Eremia General | Ferenc József                                                                                      | Wiener Casern [G.]                                                                            | 45°45′31″N 21°13′36″E / 45.7585°N 21.2268°E |
| Griselini, Francesco | Griselini                                                                                          | Florian [G.]                                                                                  | 45°45′22″N 21°13′51″E / 45.7562°N 21.2308°E |
| Grivița splaiul | Úsztató sor                                                                                        |                                                                                               | 45°45′41″N 21°15′23″E / 45.7613°N 21.2563°E |
| Grozescu, Iuliu | Hajó, Schiff [G.]                                                                                  |                                                                                               | 45°45′37″N 21°15′21″E / 45.7602°N 21.2558°E |
| Hașdeu, Bogdan Petriceicu bd. | Lövölde sor                                                                                        |                                                                                               | 45°45′20″N 21°12′34″E / 45.7555°N 21.2094°E |
| Herța | Rottár                                                                                             |                                                                                               | 45°45′47″N 21°12′05″E / 45.7630°N 21.2013°E |
| Homorod | Aulich                                                                                             |                                                                                               | 45°45′28″N 21°11′00″E / 45.7577°N 21.1833°E |
| Horea | Reviczky                                                                                           |                                                                                               | 45°45′50″N 21°12′12″E / 45.7639°N 21.2033°E |
| Huniade, Iancu p-ța | Hunyadi tér                                                                                        | Schloss Platz                                                                                 | 45°45′13″N 21°13′37″E / 45.7536°N 21.2270°E |
| Iancu, Avram p-ța | Molnár tér                                                                                         |                                                                                               | 45°45′53″N 21°12′22″E / 45.7648°N 21.2062°E |
| Iepurelui | Nyúl                                                                                               |                                                                                               | 45°45′17″N 21°15′04″E / 45.7547°N 21.2512°E |
| Imbroane, Avram aleea | Vadászerdei út                                                                                     |                                                                                               | 45°46′08″N 21°15′00″E / 45.7690°N 21.2499°E |
| Independenței | Korona                                                                                             |                                                                                               | 45°44′23″N 21°13′30″E / 45.7398°N 21.2251°E |
| Ion, Călin (dezafectată) | Szapáry                                                                                            |                                                                                               | 45°45′00″N 21°12′45″E / 45.7499°N 21.2125°E |
| Ionescu, Take bd. (+Bărnuțiu, Simion) | Magyar                                                                                             | –                                                                                             | 45°45′36″N 21°14′23″E / 45.7601°N 21.2398°E |
| Iorgovici, Paul | Körte                                                                                              |                                                                                               | 45°45′35″N 21°15′21″E / 45.7597°N 21.2558°E |
| Iosif, Ștefan Octavian | Árok, Graben [G.]                                                                                  |                                                                                               | 45°45′13″N 21°15′09″E / 45.7536°N 21.2526°E |
| Ispirescu, Petre | Hosszú                                                                                             |                                                                                               | 45°45′33″N 21°15′08″E / 45.7593°N 21.2521°E |
| Karadjic, Vuc Stefanovici | Temető                                                                                             |                                                                                               | 45°46′07″N 21°12′17″E / 45.7687°N 21.2046°E |
| Kogălniceanu, Mihail | Indóház                                                                                            |                                                                                               | 45°45′54″N 21°14′46″E / 45.7649°N 21.2461°E |
| Lalelelor | Nagyzsák                                                                                           |                                                                                               | 45°45′45″N 21°15′32″E / 45.7626°N 21.2589°E |
| Laurian, Treboniu | Posta                                                                                              | –                                                                                             | 45°44′48″N 21°13′07″E / 45.7466°N 21.2187°E |
| Lazăr, Gheorghe | Szerb, Serben [G.]                                                                                 | Theater [G.]                                                                                  | 45°45′38″N 21°13′02″E / 45.7605°N 21.2173°E |
| Lăpușneanu, Alexandru | Nefelejcs                                                                                          |                                                                                               | 45°45′29″N 21°11′59″E / 45.7580°N 21.1996°E |
| Lăutarilor | Zenész                                                                                             |                                                                                               | 45°45′02″N 21°14′54″E / 45.7506°N 21.2482°E |
| Leia, Sorinel Martir | Iskola                                                                                             |                                                                                               | 45°44′28″N 21°13′54″E / 45.7410°N 21.2316°E |
| Leului | Dobos                                                                                              |                                                                                               | 45°45′01″N 21°14′51″E / 45.7504°N 21.2476°E |
| Libertății p-ța | Dísz, Szabadság, Jenő herceg tér                                                                   | Paradeplatz                                                                                   | 45°45′20″N 21°13′38″E / 45.7556°N 21.2273°E |
| Linția, Dionisie | Vécsey                                                                                             | –                                                                                             | 45°45′24″N 21°14′34″E / 45.7568°N 21.2427°E |
| Livezilor | Csernovits                                                                                         |                                                                                               | 45°45′30″N 21°11′26″E / 45.7584°N 21.1905°E |
| Loga, N.D. bd. | Nagykörút, Telbisz körút                                                                           | –                                                                                             | 45°45′04″N 21°13′53″E / 45.7511°N 21.2313°E |
| Lonovici, Ioseph Episcop | Kunz sor                                                                                           |                                                                                               | 45°45′23″N 21°14′43″E / 45.7563°N 21.2452°E |
| Lorena | Kimmel telep                                                                                       |                                                                                               | 45°46′01″N 21°15′25″E / 45.7669°N 21.2570°E |
| Lunei | Nagytöltés                                                                                         |                                                                                               | 45°45′13″N 21°15′25″E / 45.7535°N 21.2569°E |
| Lupeni | Homok                                                                                              |                                                                                               | 45°45′18″N 21°11′58″E / 45.7551°N 21.1995°E |
| Lupu, Vasile | Árpád                                                                                              |                                                                                               | 45°44′20″N 21°11′59″E / 45.7388°N 21.1997°E |
| Macilor | Isztin                                                                                             |                                                                                               | 45°45′42″N 21°12′14″E / 45.7618°N 21.2039°E |
| Madgearu, Virgil | Stefánia                                                                                           |                                                                                               | 45°44′43″N 21°13′12″E / 45.7453°N 21.2200°E |
| Mai, 9 | Takarékpénztár, Sparkassen [G.]                                                                    | Hauptwach [G.]                                                                                | 45°45′21″N 21°13′42″E / 45.7559°N 21.2283°E |
| Maior, Petru p-ța | Iskola tér                                                                                         |                                                                                               | 45°45′37″N 21°15′32″E / 45.7604°N 21.2588°E |
| Maiorescu, Titu | Bárány, Lamm [G.]                                                                                  |                                                                                               | 45°45′22″N 21°15′12″E / 45.7561°N 21.2534°E |
| Mangalia | Csillag                                                                                            |                                                                                               | 45°44′30″N 21°12′16″E / 45.7418°N 21.2045°E |
| Maniu, Iuliu | Fröb(e)l                                                                                           |                                                                                               | 45°44′33″N 21°12′26″E / 45.7426°N 21.2073°E |
| Maria, Regina parc | Városi (Coronini) liget                                                                            | –                                                                                             | 45°45′21″N 21°14′32″E / 45.7557°N 21.2423°E |
| Marinescu, Gheorghe, dr. | Baross Gábor                                                                                       | –                                                                                             | 45°45′24″N 21°14′47″E / 45.7568°N 21.2463°E |
| Matei Corvin | Korvin Mátyás (király), Mathias Corvin [G.]                                                        | Spion [G.]                                                                                    | 45°45′32″N 21°13′48″E / 45.7588°N 21.2300°E |
| Mărăcine, Banul | Blaskovics                                                                                         |                                                                                               | 45°45′22″N 21°12′23″E / 45.7560°N 21.2064°E |
| Mărginenilor | Rét                                                                                                |                                                                                               | 45°44′59″N 21°10′59″E / 45.7497°N 21.1831°E |
| Mărășești | Korház + Erzsébet                                                                                  | Spital [G.] + Zwei Pistolen [G.]                                                              | 45°45′24″N 21°13′33″E / 45.7567°N 21.2259°E 45°45′29″N 21°13′34″E / 45.7581°N 21.2261°E |
| Mărăști p-ța | Szent József tér, Josefplatz [G.]                                                                  | Ferdinand Platz                                                                               | 45°45′34″N 21°13′40″E / 45.7595°N 21.2279°E |
| Mătăsarilor | Selyemgyár                                                                                         |                                                                                               | 45°45′46″N 21°15′43″E / 45.7627°N 21.2619°E |
| Melodiei | Kistöltés                                                                                          |                                                                                               | 45°45′09″N 21°15′27″E / 45.7524°N 21.2575°E |
| Memorandului | Király                                                                                             |                                                                                               | 45°44′25″N 21°13′52″E / 45.7402°N 21.2311°E |
| Mercy, Claudius Florimund | Mercy, Mercy [G.]                                                                                  | Praesidenten [G.]                                                                             | 45°45′26″N 21°13′44″E / 45.7571°N 21.2289°E |
| Mețianu, Ioan Mitropolit | Kőszeghy                                                                                           | –                                                                                             | 45°44′50″N 21°13′14″E / 45.7472°N 21.2205°E |
| Mickiewicz, Adam | Aradi                                                                                              |                                                                                               | 45°45′14″N 21°10′59″E / 45.7538°N 21.1830°E |
| Micle, Veronica | Vágány                                                                                             |                                                                                               | 45°45′20″N 21°11′59″E / 45.7555°N 21.1998°E |
| Mihai Viteazul bd. | Püspök út                                                                                          | –                                                                                             | 45°44′46″N 21°13′31″E / 45.7460°N 21.2254°E |
| Mircea cel Bătrân | Bessenyei                                                                                          |                                                                                               | 45°45′44″N 21°12′09″E / 45.7623°N 21.2025°E |
| Micu Klein, Ioan Inocențiu | Mező                                                                                               |                                                                                               | 45°45′17″N 21°15′35″E / 45.7546°N 21.2598°E |
| Micu, Samuil | Damjanich                                                                                          |                                                                                               | 45°45′56″N 21°15′03″E / 45.7656°N 21.2508°E |
| Mihalache, Ion | Háromkirály                                                                                        |                                                                                               | 45°45′26″N 21°15′12″E / 45.7571°N 21.2532°E |
| Mocioni, Alexandru p-ța | Küttel tér + József tér                                                                            | –                                                                                             | 45°44′47″N 21°12′58″E / 45.7463°N 21.2161°E |
| Morarilor splaiul | Malomárok sor                                                                                      |                                                                                               | 45°45′39″N 21°15′23″E / 45.7608°N 21.2563°E |
| Moților | Rákóczi                                                                                            |                                                                                               | 45°44′49″N 21°13′03″E / 45.7469°N 21.2176°E |
| Movilă, Aprodul | Nosek                                                                                              |                                                                                               | 45°45′24″N 21°12′30″E / 45.7568°N 21.2084°E |
| Munteanu, Cassian | Capdebo                                                                                            |                                                                                               | 45°44′58″N 21°11′15″E / 45.7495°N 21.1876°E |
| Munteniei | Hadzsi                                                                                             |                                                                                               | 45°46′06″N 21°12′26″E / 45.7684°N 21.2072°E |
| Mureșanu, Andrei | Nap                                                                                                |                                                                                               | 45°45′01″N 21°12′50″E / 45.7502°N 21.2138°E |
| Mușat, Constantin Sergent | Török, Türken [G.]                                                                                 | Jäger [G.]                                                                                    | 45°45′31″N 21°13′42″E / 45.7587°N 21.2282°E |
| Neculce, Ion | Pacsirta + Ilona, Helenen [G.]                                                                     |                                                                                               | 45°45′10″N 21°15′14″E / 45.7528°N 21.2539°E |
| Nedelcu Zugrav | Missits                                                                                            | –                                                                                             | 45°44′54″N 21°13′00″E / 45.7482°N 21.2167°E |
| Negruzzi, Costache | Mérleg                                                                                             |                                                                                               | 45°45′29″N 21°15′12″E / 45.7580°N 21.2534°E |
| Negulici, Ioan | Szív                                                                                               |                                                                                               | 45°45′27″N 21°12′00″E / 45.7576°N 21.2000°E |
| Nekrasov, Nikolai Al. | Kiss Ernő                                                                                          |                                                                                               | 45°45′03″N 21°11′10″E / 45.7508°N 21.1860°E |
| Nepos, Corneliu | Ferenczy                                                                                           |                                                                                               | 45°45′04″N 21°11′14″E / 45.7512°N 21.1871°E |
| Nicoară, Moise | Fürdő                                                                                              | Bad [G.]                                                                                      | 45°45′28″N 21°15′27″E / 45.7578°N 21.2576°E |
| Neumann, Rabin Dr. Ernest (fostă Nischbach, Ioseph Episcop)                                                                                          | Malom sor                                                                                          |                                                                                               | 45°45′21″N 21°14′44″E / 45.7558°N 21.2455°E |
| Nistrului splaiul | Pálffi sor                                                                                         | –                                                                                             | 45°45′31″N 21°14′38″E / 45.7586°N 21.2440°E |
| Nouă | Új                                                                                                 |                                                                                               | 45°45′05″N 21°15′22″E / 45.7515°N 21.2562°E |
| Nufăr | Gyár                                                                                               |                                                                                               | 45°44′45″N 21°11′45″E / 45.7459°N 21.1957°E |
| Odobescu, Alexandru | Holló                                                                                              |                                                                                               | 45°44′33″N 21°13′16″E / 45.7426°N 21.2210°E |
| Oituz | Ferdinánd tér                                                                                      | Ferdinand Platz + Wall [G.]                                                                   | 45°45′33″N 21°13′50″E / 45.7593°N 21.2305°E |
| Olănescu, Constantin | (kis) Dózsa                                                                                        |                                                                                               | 45°44′46″N 21°11′49″E / 45.7460°N 21.1969°E |
| Onițiu, Virgil | Jósika                                                                                             | –                                                                                             | 45°44′35″N 21°13′24″E / 45.7430°N 21.2232°E |
| Orhei | Virág                                                                                              |                                                                                               | 45°45′15″N 21°12′08″E / 45.7541°N 21.2022°E |
| Ovidiu | Rezső                                                                                              |                                                                                               | 45°45′42″N 21°15′27″E / 45.7616°N 21.2574°E |
| Pacha, Augustin | Lonovics                                                                                           | Bischof [G.]                                                                                  | 45°45′22″N 21°13′47″E / 45.7562°N 21.2297°E |
| Palanca | Nagypalánk, Palanka [G.]                                                                           | Domherrn [G.]                                                                                 | 45°45′27″N 21°13′49″E / 45.7574°N 21.2303°E |
| Pan, Anton | Páva                                                                                               |                                                                                               | 45°45′23″N 21°15′00″E / 45.7565°N 21.2500°E |
| Pelinului | Pelbárt                                                                                            |                                                                                               | 45°45′42″N 21°11′05″E / 45.7617°N 21.1846°E |
| Peneș Curcanul splaiul | Faúsztató, Klapka sor                                                                              | Holzschwimmzeile                                                                              | 45°45′40″N 21°15′05″E / 45.7612°N 21.2513°E |
| Petrovici, Sava | Galamb                                                                                             |                                                                                               | 45°44′30″N 21°13′58″E / 45.7416°N 21.2328°E |
| Pestalozzi, Johann Heinrich | Sörházfasor                                                                                        | –                                                                                             | 45°45′16″N 21°14′41″E / 45.7545°N 21.2448°E |
| Petrescu, Constantin Titel | Telekház                                                                                           |                                                                                               | 45°45′25″N 21°15′05″E / 45.7570°N 21.2515°E |
| Piatra Craiului | Rendház út                                                                                         | –                                                                                             | 45°45′10″N 21°13′25″E / 45.7527°N 21.2236°E |
| Plavoșin, Ioan | Sebesztha                                                                                          |                                                                                               | 45°45′58″N 21°12′33″E / 45.7660°N 21.2091°E |
| Plevnei p-ța | Dózsa tér                                                                                          | –                                                                                             | 45°44′52″N 21°13′15″E / 45.7479°N 21.2209°E |
| Pop de Băsești, Gheorghe | Eötvös                                                                                             |                                                                                               | 45°44′52″N 21°12′14″E / 45.7478°N 21.2038°E |
| Pop Reteganul, Ion | Anheuer                                                                                            |                                                                                               | 45°45′27″N 21°12′30″E / 45.7574°N 21.2083°E |
| Popa Șapcă | Katonai Hadbíróság út                                                                              | –                                                                                             | 45°45′36″N 21°13′58″E / 45.7600°N 21.2327°E |
| Popovici, George Prot. | Irányi                                                                                             |                                                                                               | 45°44′38″N 21°13′52″E / 45.7439°N 21.2311°E |
| Popovici Bănățeanu, Ion | Görög                                                                                              |                                                                                               | 45°46′11″N 21°12′08″E / 45.7696°N 21.2022°E |
| Porumbescu, Ciprian | Tirol                                                                                              | Tiroler [G.]                                                                                  | 45°44′21″N 21°13′06″E / 45.7391°N 21.2183°E |
| Praporgescu General (+ Caruso, Enrico) | Báthory                                                                                            | Seminaer [G.]                                                                                 | 45°45′20″N 21°13′42″E / 45.7555°N 21.2283°E |
| Preyer, Johann Nepomuk | Preyer                                                                                             |                                                                                               | 45°44′32″N 21°12′10″E / 45.7423°N 21.2027°E |
| Primăverii | Tavasz                                                                                             |                                                                                               | 45°45′43″N 21°15′21″E / 45.7620°N 21.2557°E |
| Proclamația de la Timișoara | Zápolya                                                                                            | Siebenbürger [G.]                                                                             | 45°45′21″N 21°13′49″E / 45.7558°N 21.2303°E |
| Pumnul, Aron | Bélaköz                                                                                            |                                                                                               | 45°44′22″N 21°13′50″E / 45.7395°N 21.2306°E |
| Radu de la Afumați | Somogyi                                                                                            |                                                                                               | 45°45′19″N 21°11′02″E / 45.7554°N 21.1840°E |
| Radu Negru | Kispalánk, Kleine Palanka [G.]                                                                     |                                                                                               | 45°45′28″N 21°13′50″E / 45.7579°N 21.2305°E |
| Rareș, Petru p-ța | Kis tér                                                                                            |                                                                                               | 45°45′32″N 21°15′01″E / 45.7590°N 21.2502°E |
| Rădulescu, Ion Heliade | Emmaus                                                                                             | –                                                                                             | 45°44′41″N 21°12′58″E / 45.7447°N 21.2161°E |
| Rămneanțu, Petre | Tó                                                                                                 |                                                                                               | 45°44′37″N 21°13′56″E / 45.7436°N 21.2323°E |
| Rebreanu, Liviu bd. | Temető sor                                                                                         |                                                                                               | 45°44′15″N 21°14′05″E / 45.7375°N 21.2346°E |
| Regele Carol I bd. | Kossuth Lajos út (la est de str. Văcărescu) Scudier tér (la vest de str. Văcărescu)                |                                                                                               | 45°44′43″N 21°12′45″E / 45.7454°N 21.2125°E 45°44′38″N 21°12′28″E / 45.7440°N 21.2079°E |
| Regimentul 5 Vânători | Nádor, Palatin [G.]                                                                                | Sieben Kurfürsten [G.]                                                                        | 45°45′32″N 21°13′45″E / 45.7589°N 21.2291°E |
| Regina Maria p-ța | Piarista tér                                                                                       | –                                                                                             | 45°45′11″N 21°13′17″E / 45.7530°N 21.2214°E |
| Remus | Bethlen                                                                                            | –                                                                                             | 45°44′45″N 21°13′23″E / 45.7458°N 21.2230°E |
| Renașterii | Tél                                                                                                |                                                                                               | 45°45′58″N 21°15′18″E / 45.7660°N 21.2549°E |
| Republicii bd. | Tőzsde, Börze út                                                                                   | –                                                                                             | 45°45′12″N 21°13′20″E / 45.7532°N 21.2223°E |
| Revoluției din 1989 bd. | Liget út                                                                                           | –                                                                                             | 45°45′20″N 21°14′10″E / 45.7556°N 21.2361°E |
| Romanilor p-ța | Coronini tér                                                                                       |                                                                                               | 45°45′26″N 21°14′52″E / 45.7573°N 21.2479°E |
| Romulus | Hattyú                                                                                             | –                                                                                             | 45°44′33″N 21°13′09″E / 45.7425°N 21.2192°E |
| Rosetti, Constantin A. | Dessewffy                                                                                          |                                                                                               | 45°45′13″N 21°11′08″E / 45.7535°N 21.1855°E |
| Roșiori | Néptelen                                                                                           |                                                                                               | 45°45′05″N 21°11′02″E / 45.7515°N 21.1839°E |
| Rovine | Dohánymalom, Tabakmühl [G.]                                                                        |                                                                                               | 45°45′33″N 21°15′18″E / 45.7593°N 21.2549°E |
| Russo, Alecu | Vukovics                                                                                           |                                                                                               | 45°45′22″N 21°12′00″E / 45.7560°N 21.2000°E |
| Sacului | Klapka                                                                                             |                                                                                               | 45°45′03″N 21°10′57″E / 45.7508°N 21.1826°E |
| Sarmisegetuza p-ța | Malom tér                                                                                          |                                                                                               | 45°45′35″N 21°15′28″E / 45.7598°N 21.2577°E |
| Savoya, Eugeniu de | Jenőherceg                                                                                         | Prinz Eugen [G.] + Kron [G.] + Einhorn [G.] + Schlüssel [G.] + Trompeter [G.] + Proviant [G.] | 45°45′24″N 21°13′35″E / 45.7568°N 21.2265°E 45°45′24″N 21°13′39″E / 45.7568°N 21.2275°E 45°45′24″N 21°13′42″E / 45.7567°N 21.2284°E 45°45′24″N 21°13′45″E / 45.7567°N 21.2293°E 45°45′24″N 21°13′49″E / 45.7566°N 21.2303°E 45°45′23″N 21°13′53″E / 45.7565°N 21.2313°E |
| Sailer, Anton (ortografiată greșit Seiller) | Sailer Antal                                                                                       | –                                                                                             | 45°45′02″N 21°12′54″E / 45.7505°N 21.2151°E |
| Schwicker, Johann | Pótkert                                                                                            |                                                                                               | 45°45′32″N 21°11′35″E / 45.7589°N 21.1931°E |
| Sever, Axente p-ța | Rezső tér                                                                                          |                                                                                               | 45°44′18″N 21°13′50″E / 45.7382°N 21.2305°E |
| Severin | Legelő sor                                                                                         |                                                                                               | 45°44′33″N 21°14′11″E / 45.7425°N 21.2364°E |
| Sfânta Rozalia | Rozália kápolna tér                                                                                | –                                                                                             | 45°44′43″N 21°13′30″E / 45.7452°N 21.2249°E |
| Sfântul Gheorghe p-ța | Szentgyörgy tér, Sankt Georgplatz                                                                  | Seminär Platz + Rössel [G.]                                                                   | 45°45′20″N 21°13′44″E / 45.7556°N 21.2288°E |
| Sfântul Ioan (+ Dima, Gheorghe) | Szent János Sankt Johannes [G.]                                                                    | Schanz [G.] + Bancherzigen [G.] + Promenade                                                   | 45°45′27″N 21°13′29″E / 45.7574°N 21.2248°E |
| Soarelui | Nap                                                                                                |                                                                                               | 45°45′08″N 21°15′13″E / 45.7522°N 21.2536°E |
| Sterca-Șuluțiu, mitropolit Alexandru p-ța | Templom tér                                                                                        | Pfarrinsel                                                                                    | 45°45′17″N 21°15′01″E / 45.7547°N 21.2503°E |
| Stuparilor | Hönig                                                                                              |                                                                                               | 45°46′11″N 21°14′40″E / 45.7696°N 21.2444°E |
| Suciu, Ioan Dimitrie | Farakodó tér                                                                                       | –                                                                                             | 45°45′31″N 21°14′43″E / 45.7586°N 21.2454°E |
| Șagovici, Samuil | Vlassits                                                                                           |                                                                                               | 45°46′00″N 21°12′18″E / 45.7666°N 21.2049°E |
| Șagului calea | Sági út                                                                                            |                                                                                               | 45°44′12″N 21°12′34″E / 45.7366°N 21.2095°E |
| Șaguna, Andrei | Bega jobb sor                                                                                      | Rechtbegazeile                                                                                | 45°45′30″N 21°15′25″E / 45.7583°N 21.2570°E |
| Școlii | Iskola                                                                                             |                                                                                               | 45°45′14″N 21°15′06″E / 45.7540°N 21.2516°E |
| Șincai, Gheorghe | Attila                                                                                             |                                                                                               | 45°44′23″N 21°11′56″E / 45.7398°N 21.1990°E |
| Șirianu, Rusu | Gát sor                                                                                            |                                                                                               | 45°44′15″N 21°12′57″E / 45.7374°N 21.2157°E |
| Ștefan cel Mare (de la Piața Traian la Pestalozzi) Ștefan cel Mare (de la Pestalozzi la Gloriei) Ștefan cel Mare (de la Gloriei la 1 Decembrie 1918) | Fő Gyárudvar út, Fabrikhoff [G.] Buziási út                                                        |                                                                                               | 45°45′23″N 21°14′57″E / 45.7564°N 21.2491°E 45°45′14″N 21°14′59″E / 45.7538°N 21.2498°E 45°45′02″N 21°15′09″E / 45.7505°N 21.2525°E |
| Telbisz, Carol | Régi vár                                                                                           | Festung, Alteburg                                                                             | 45°45′16″N 21°13′45″E / 45.7545°N 21.2291°E |
| Telegrafului | Távirda                                                                                            | Telegrafen [G.]                                                                               | 45°45′57″N 21°15′26″E / 45.7658°N 21.2571°E |
| Teodoroiu, Ecaterina | Farkas, Wolf [G.]                                                                                  |                                                                                               | 45°45′32″N 21°15′12″E / 45.7589°N 21.2533°E |
| Tigrului | Tigris                                                                                             | Tiger [G.]                                                                                    | 45°45′13″N 21°15′31″E / 45.7537°N 21.2585°E |
| Timocului | Kém                                                                                                |                                                                                               | 45°45′37″N 21°15′05″E / 45.7602°N 21.2514°E |
| Titulescu, Nicolae splaiul | Bega jobb sor                                                                                      |                                                                                               | 45°44′55″N 21°12′44″E / 45.7486°N 21.2122°E |
| Torontalului calea | Szegedi út                                                                                         |                                                                                               | 45°45′59″N 21°13′23″E / 45.7663°N 21.2230°E |
| Traian p-ța | Kossuth tér                                                                                        | Hauptplatz                                                                                    | 45°45′28″N 21°15′00″E / 45.7577°N 21.2500°E |
| Tulcea | Murányi                                                                                            |                                                                                               | 45°45′51″N 21°11′50″E / 45.7641°N 21.1973°E |
| Țebea | Geml                                                                                               |                                                                                               | 45°45′19″N 21°12′29″E / 45.7553°N 21.2081°E |
| Țepeș Vodă p-ța | Lenau tér                                                                                          | Domherrn [G.]                                                                                 | 45°45′27″N 21°13′53″E / 45.7574°N 21.2314°E |
| Țibleșului | Temető rét                                                                                         |                                                                                               | 45°45′05″N 21°15′27″E / 45.7515°N 21.2575°E |
| Ungureanu, Emanoil | Városház, Stadthaus [G.]                                                                           | Piaristen [G.] + Ball [G.]                                                                    | 45°45′26″N 21°13′38″E / 45.7571°N 21.2271°E |
| Ungureanu, Pavel Vasici dr. | Kaszáló sor                                                                                        |                                                                                               | 45°44′17″N 21°12′42″E / 45.7381°N 21.2117°E |
| Unirii p-ța | Losonczi tér                                                                                       | Domplatz                                                                                      | 45°45′26″N 21°13′38″E / 45.7572°N 21.2271°E |
| Ureche, Grigore | Lahner                                                                                             |                                                                                               | 45°45′24″N 21°11′01″E / 45.7567°N 21.1835°E |
| Uță, Ioan colonel martir | Angyal                                                                                             |                                                                                               | 45°45′17″N 21°12′17″E / 45.7546°N 21.2047°E |
| Uzinei | Vadember                                                                                           |                                                                                               | 45°45′34″N 21°15′45″E / 45.7594°N 21.2626°E |
| Vadul Călugăreni | Lehel                                                                                              |                                                                                               | 45°44′20″N 21°13′17″E / 45.7388°N 21.2214°E |
| Varlaam Mitropolit | Révay                                                                                              |                                                                                               | 45°44′36″N 21°13′54″E / 45.7432°N 21.2317°E |
| Văcărescu, Iancu | Bem                                                                                                |                                                                                               | 45°44′37″N 21°12′34″E / 45.7437°N 21.2094°E |
| Vărădia | Tej                                                                                                |                                                                                               | 45°45′01″N 21°14′53″E / 45.7502°N 21.2481°E |
| Victoriei p-ța | Lloyd sor, Ferenc József körút                                                                     | –                                                                                             | 45°45′09″N 21°13′30″E / 45.7524°N 21.2251°E |
| Vidrighin, Stan calea | Buziási út                                                                                         |                                                                                               | 45°44′34″N 21°15′20″E / 45.7429°N 21.2555°E |
| Viilor aleea | Szőlősor út                                                                                        |                                                                                               | 45°46′19″N 21°12′11″E / 45.7720°N 21.2030°E |
| Viorelelor | Nyár                                                                                               |                                                                                               | 45°45′45″N 21°15′22″E / 45.7624°N 21.2560°E |
| Vladimirescu, Tudor splaiul | Bega bal sor                                                                                       |                                                                                               | 45°44′53″N 21°12′45″E / 45.7480°N 21.2126°E |
| Vlahuță, Alexandru | Zrínyi                                                                                             |                                                                                               | 45°44′34″N 21°12′07″E / 45.7429°N 21.2020°E |
| Vlaicu, Aurel p-ța | Rózsa tér                                                                                          | Dreirosenplatz                                                                                | 45°45′20″N 21°15′00″E / 45.7556°N 21.2500°E |
| Vrancea | Csiga                                                                                              |                                                                                               | 45°45′48″N 21°12′10″E / 45.7633°N 21.2029°E |
| Vulcan, Iosif | Kertész                                                                                            |                                                                                               | 45°45′30″N 21°15′36″E / 45.7584°N 21.2599°E |
| Vulturilor | Gát sor                                                                                            |                                                                                               | 45°44′17″N 21°11′58″E / 45.7380°N 21.1994°E |
| Xenopol, Alexandru | Schweidel                                                                                          |                                                                                               | 45°45′14″N 21°11′05″E / 45.7538°N 21.1846°E |
| Zănoaga | Lázár                                                                                              |                                                                                               | 45°45′07″N 21°11′19″E / 45.7520°N 21.1887°E |
| Zăvoi | Gránátos Tandler [G.]                                                                              |                                                                                               | 45°45′30″N 21°15′03″E / 45.7584°N 21.2508°E |
| Zorile | Olga tér                                                                                           |                                                                                               | 45°45′24″N 21°11′55″E / 45.7567°N 21.1986°E |

Note explicative
Zonele Fabric, Elisabetin, Iosefin și Mehala erau unități administrative separate de Cetate, ca urmare în ele puteau să apară aceleași nume de străzi.
1. ↑  Existau atât strada Török în Iosefin, cât și strada Török în Cetate.
2. ↑  Existau atât strada Rezső în Cetate, cât și strada Rezső în Fabric, cât și strada Rezső în Elisabetin.
3. ↑  Existau atât strada Hunyadi utca în Cetate, cât și calea Hunyadi út în Iosefin.
4. ↑  Existau atât Aradi út pornind de la Poarta Vienei (actual Piața Mărăști), cât și strada Aradi în Ronaț.
5. ↑  Malul stâng al Begăi se întindea peste tot orașul, în Fabric Bega curgea între actualele străzi Andrei Șaguna și Moise Nicoară.
6. ↑  Existau atât piața Templom tér în Elisabetin, cât și piața Templom tér în Fabric.
7. ↑  Existau atât strada Legelő sor în Fabric, cât și strada Legelő sor în Elisabetin.
8. ↑  Existau atât strada Templom în Fabric, cât și strada Templom în Elisabetin. Inițial str. Kossuth Lajós din Iosefin s-a numit tot Templom.
9. ↑  Existau atât strada Temető în Elisabetin, cât și strada Temető în Mehala.
10. ↑  Existau atât strada Tavasz în Elisabetin, cât și strada Tavasz în Fabric.
11. ↑  Existau atât strada Mező în Fabric, cât și strada Mező în Iosefin.
12. ↑  Existau atât strada Galamb în Fabric, cât și strada Galamb în Elisabetin.
13. ↑  Existau atât strada Dozsa în Elisabetin, cât și strada Dozsa în Iosefin.
14. ↑  Existau atât strada Úri în Iosefin, cât și strada Úri în Fabric.
15. ↑  Existau atât strada Nap în Iosefin, cât și strada Nap în Fabric.
16. ↑  Malul drept al Begăi se întindea peste tot orașul, în Fabric Bega curgea între actualele străzi Andrei Șaguna și Moise Nicoară.
17. ↑  Existau atât strada Iskola în Fabric, cât și strada Iskola în Elisabetin.
18. ↑  Existau atât strada Gát sor în Elisabetin, cât și strada Gát sor în Iosefin.